# Esai Morales
Esai Manuel Morales Jr. (Nova Iorque, 1 de outubro de 1962) é um ator estadunidense mais conhecido por seus papéis no filme La Bamba e na série de televisão NYPD Blue. Morales também interpreta Gabriel, o principal antagonista nos filmes Missão: Impossível – Acerto de Contas Parte 1 (2023) e Mission: Impossible – The Final Reckoning (2025).

## Vida pessoal
De ascendência porto-riquenha, Morales nasceu no Brooklyn, Nova Iorque, filho de Esai Morales Sr., um soldador, e Iris Margarita Declet, uma sindicalista envolvida com a International Ladies' Garment Workers' Union. Morales começou a almejar uma carreira na atuação após iniciar os estudos na School of Performing Arts em Manhattan.
Morales é vegetariano. Sua única filha, Mariana Oliveira, nasceu em 2010.

## Prêmios e indicações
Ganhou um ALMA Award de melhor ator em série de televisão em 2002. Em 2012, foi indicado ao NAACP Image Award de melhor ator em telefilme, minissérie ou especial.